# Astragalus anserinus
Astragalus anserinus, es una rara especie de planta herbácea perteneciente a la familia de las leguminosas. Es originaria de Norteamérica. 

## Hábitat
Está considerada como una especie candidata en la Ley de Especies en peligro de extinción. Se encuentra en un hábitat de 26 km² de área en Idaho, Nevada y Utah, en la (Goose Watershed del  Río Snake)

## Taxonomía
Astragalus anserinus fue descrita por N.D.Atwood, Goodrich & S.L.Welsh y publicado en Great Basin Naturalist 44(2): 263–264, f. 1. 1984.
Etimología
Astragalus: nombre genérico derivado del griego clásico άστράγαλος y luego del Latín astrăgălus aplicado ya en la antigüedad, entre otras cosas, a algunas plantas de la familia Fabaceae, debido a la forma cúbica de sus semillas parecidas a un hueso del pie.
anserinus: epíteto latino que significa "de gansos".